# Paecilomyces puntonii
Paecilomyces puntonii är en svampart som först beskrevs av Paul Vuillemin, och fick sitt nu gällande namn av Nann. 1934. Paecilomyces puntonii ingår i släktet Paecilomyces och familjen Trichocomaceae.   Inga underarter finns listade i Catalogue of Life.